# Stjepan Šiber
Stjepan Šiber (Gradačac, 20. kolovoza 1938. – Sarajevo, 25. kolovoza 2016.), hrvatski bosanskohercegovački general i političar njemačkoga podrijetla.

## Životopis
Stjepan Šiber je rođen 20. kolovoza 1938. u Gradačcu. Pradjed mu je bio njemački doseljenik. U Gradačcu je Šiber završio osnovnu i srednju školu, a nakon toga odlazi 1957. u Ljubljanu na Vojnu akademiju KoV. Nakon završene akademije postaje aktivnim časnikom u Jugoslavenskoj narodnoj armiji. Do 1992. napredovao je do čina pukovnika. U travnju 1992. kada počinje rat u Bosni i Hercegovini, Šiber se podređuje Predsjedništvu Republike Bosne i Hercegovine. Izetbegović mu je predlagao da postane zapovjednik ARBiH, no Šiber je to odbio jer je ministar obrane bio Hrvat. Imenovan je zamjenikom zapovjednika ARBiH. Dana 14. prosinca 1993. promaknut je u brigadnoga generala i uskoro imenovan vojnim izaslanikom u Veleposlanstvu Bosne i Hercegovine u Švicarskoj u Bernu. U vrijeme rata dobivao je ponude Mate Bobana, predsjednika Hrvatske Republike Herceg-Bosne i Milivoja Petkovića, načelnika Glavnoga stožera HVO-a da prijeđe u Hrvatsko vijeće obrane, ali je takve ponude odbio.
Šiber se zalagao za jedinstvenu i cjelovitu Bosnu i Hercegovinu zasnovanu na građanskoj demokraciji. Tijekom rata je izjavio "da se slučajno rodio kao Hrvat te da se mogao roditi i kao Ciganin". U vrijeme izbijanja Bošnjačko-hrvatskoga sukoba svrstao se na stranu Muslimana-Bošnjaka i kritizirao Hrvatsku Republiku Herceg-Bosnu. Šiber je nakon mira zagovarao ukidanje Hrvatskoga vijeća obrane, no naišao je na protivljenje Alije Izetbegovića.
Dana 31. prosinca 1996. preko televizijskoga programa saznaje kako je potjeran u mirovinu. Učlanjuje se u Republikansku stranku Bosne i Hercegovine zajedno sa Stjepanom Kljujićem, bivšim članom Predsjedništva RBiH u vrijeme rata. Kasnije prelazi u Bosanskohercegovačku patriotsku stranku i postaje njezinim potpredsjednikom.

## Komentari o ratu u Bosni i Hercegovini
Šiber je optužio Mustafu Cerića za islamizaciju ARBiH i ocijenio da su mudžahedini bili nepotrebni u obrani Bosne i Hercegovine. Prema njegovim tvrdnjama, Alija Izetbegović kriv je za pokolje nad Hrvatima, a Dario Kordić za pokolje nad Muslimanima u Bosni i Hercegovini.